# Où que tu sois
Pour les articles homonymes, voir Où que tu sois (homonymie).
Pour plus de détails, voir Fiche technique et Distribution.
Où que tu sois est un  film français d'Alain Bergala, sorti en 1987.

## Synopsis
Après avoir incidemment découvert que sa femme recevait du courrier poste restante et essuyé son refus de l'accompagner à Florence où il doit s'atteler à un ouvrage sur la Renaissance italienne, Emmanuel, un Parisien trentenaire, décide de s'y rendre seul en voiture. Mais rien ne se passe comme prévu : il rencontre Judith, une jeune photographe en détresse, et l'emmène avec lui. En Italie, le couple est témoin d'un attentat et se cloître dans un hôtel florentin afin d'échapper aux tueurs. Ces évènements les rapprochent et ils deviennent amants. La fille d'Emmanuel parvient à retrouver la trace de celui-ci et le trio rentre en France pour se terrer dans une maison perdue du Haut-Var. La femme d'Emmanuel rejoint sa famille au moment où Judith quitte la maison pour regagner Paris, car son compagnon est en difficultés, mais elle n'y arrivera pas, elle trouve la mort en chemin.        

## Fiche technique
- Titre original : Où que tu sois
- Réalisation : Alain Bergala
- Scénario : Alain Bergala, Philippe Arnaud, avec la collaboration de Gérard Brach et Eduardo de Gregorio
- Décors : Laurence Brenguier
- Costumes : Nathalie Bourgeois, Laurence Brenguier
- Photographie : Dominique Chapuis, William Lubtchansky, Christophe Pollock
- Son : Henri Maïkoff, Claudine Nougaret
- Montage : Nicole Lubtchansky
- Musique : Paolo Conte
- Production : Gérard Vaugeois
- Sociétés de production : La Sept Cinéma (France), Les Films de l'Atalante (France)
- Sociétés de distribution : Les Films de l'Atalante (France), CQFD (France)
- Pays d’origine :  France
- Tournage : 
  - Langue : français
  - Extérieurs : Paris, Salernes (France), Florence (Italie)
- Format : couleur — 35 mm — monophonique
- Genre : drame, road movie
- Durée : 98↔102[1] minutes
- Date de sortie : 
  - France : 2 décembre 1987
- (fr) Classifications CNC : tous publics, Art et Essai (visa d'exploitation no 63850 délivré le 1er décembre 1987)

## Distribution
- Serge Maggiani[2] : Emmanuel
- Mireille Perrier : Judith
- Daniela Silverio : Irène
- Elsa Lunghini : Anne
- Rosette : Élisabeth
- Véronique Silver : la mère d'Emmanuel

## Distinctions

### Récompense
- Prix Georges-Sadoul 1986 du meilleur film français.

### Sélection
- Semaine de la critique 1987 : film de la sélection officielle.